# Juan de Austria

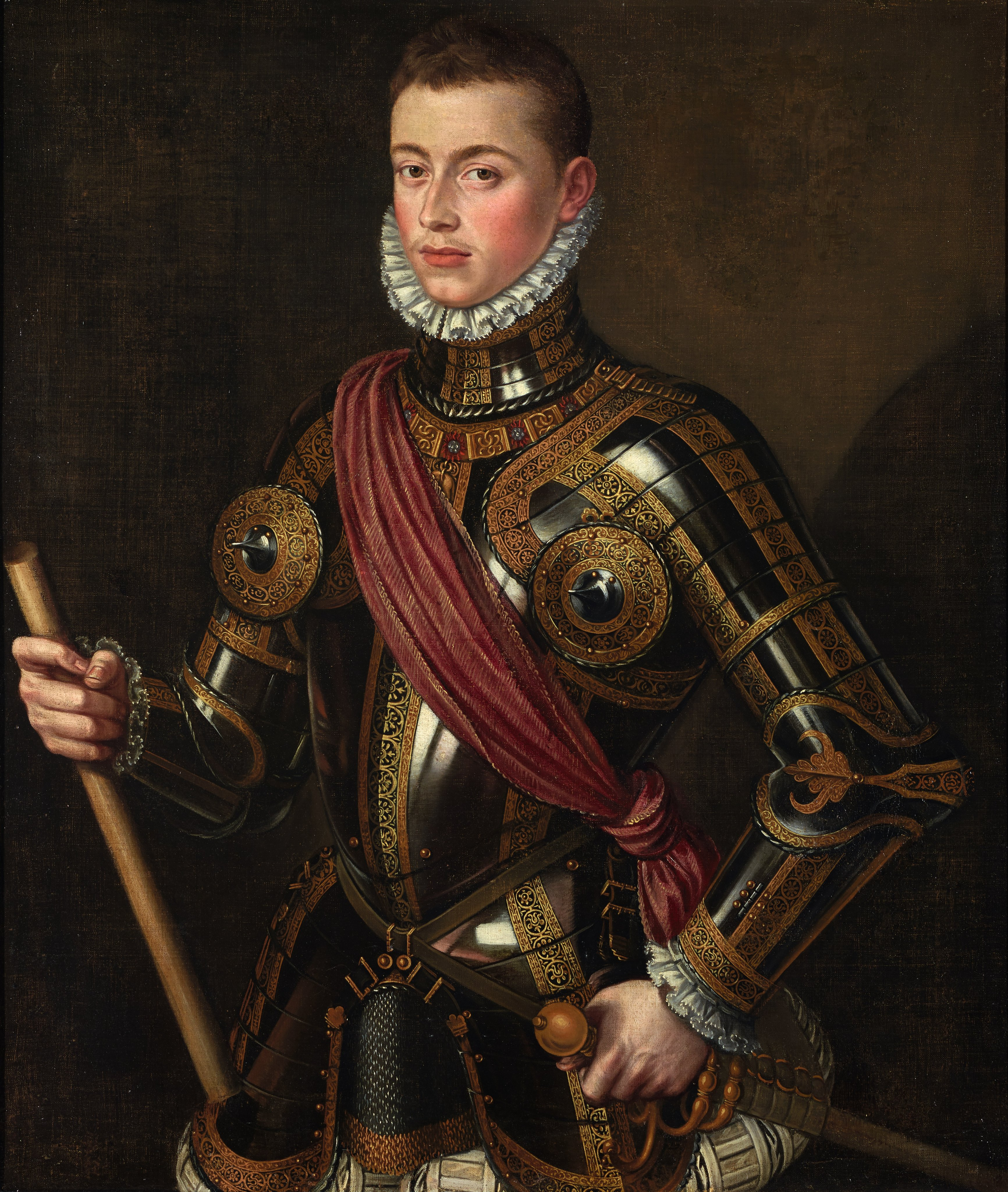
Don Juan de Austria, zeitgenössisches Porträt

Don Juan de Austria (Ritter Johann von Österreich; * 24. Februar 1547 in Regensburg; † 1. Oktober 1578 in Bouge, Teil des heutigen Namur) war Befehlshaber der spanischen Flotte und Statthalter der habsburgischen Niederlande. Er war der außereheliche Sohn Kaiser Karls V. und der bürgerlichen Regensburger Gürtlerstochter Barbara Blomberg.

## Leben

### Jugend

Wappen Don Juans de Austria

Gezeugt wurde Don Juan de Austria in der Kaiserherberge Goldenes Kreuz in Regensburg als kaiserlicher Bastard. Er wuchs aber ohne die Kenntnis seiner tatsächlichen Abstammung auf. Auf Geheimbefehl seines Vaters wurde er im Alter von drei Jahren von der Mutter getrennt und unter dem Namen Gerónimo nach Spanien gebracht. Karl V. bestimmte seinen Violinspieler Franz Massy und dessen Gattin Anna de Medina zu Pflegeeltern des Knaben, welcher ihnen von Karls Kammerdiener Adrian de Bues (= Adrian du Bois) als dessen Sohn anvertraut wurde. Ab 1554 lebte er bei Don Luis Quijada und dessen Gattin Magdalena de Ulloa, lernte lesen und schreiben und erhielt eine standesgemäße Ausbildung. Sein Vater offenbarte sich bis zu seinem Tod nicht dem Sohn, obwohl er ihn mindestens einmal persönlich getroffen hat, erkannte ihn aber in seinem Testament als leibliches Kind an. Karls Nachfolger auf dem spanischen Thron, König Philipp II., führte nach dem Tod des abgedankten Kaisers seinen 12-jährigen Halbbruder 1559 als Don Juan de Austria bei Hofe ein, wie es der Vater testamentarisch verfügt hatte. Der Namenszusatz „von Österreich“ verweist auf das Haus Habsburg, dem Karl angehörte. Damit war Don Juan – neben der bereits 1529 offiziell anerkannten Tochter Margarethe von Parma – von mehreren außerehelichen Kindern des Kaisers der einzige offiziell anerkannte Sohn. Zusammen mit seinen gleichaltrigen Neffen, dem Infanten Don Carlos und Alessandro Farnese, studierte er an der Hohen Schule in Alcalá de Henares.

### Erste Kriegseinsätze
Seinen Wunsch, im Jahr 1565 an der Verteidigung von Malta gegen die türkische Belagerung teilzunehmen, lehnte König Philipp II. ab. Er ernannte Juan aber 1568 zum Befehlshaber der spanischen Mittelmeerflotte.
Sein Neffe Don Carlos wollte ihn bei seinen Plänen zu einem Staatsstreich gegen den königlichen Vater als Verbündeten gewinnen. Don Juan blieb seinem Halbbruder und König treu und paktierte somit nicht mit dem Kronprinzen, sondern verriet dessen Pläne an den König.
Von 1569 bis 1571 leitete Juan de Austria den blutigen Kampf gegen die aufständischen Mauren in den andalusischen Alpujarras (2. Aufstand in den Alpujarras (1568–1571)).
Wegen der wachsenden Türkengefahr im Mittelmeer – das Osmanische Reich eroberte gerade das venezianische Zypern – wurde im Vatikan die Heilige Liga gegründet. Auf Veranlassung von Papst Pius V. wurde der junge Don Juan de Austria 1571 als Generalkapitän der Meere zum Oberbefehlshaber der Flotte ernannt, in deren Reihen sich auch der berühmte genuesische Admiral Giovanni Andrea Doria (der Adoptivsohn von Andrea Doria) befand, der sich nur schwer dem Befehl des wesentlich jüngeren Kaisersohnes unterstellen wollte.

### Lepanto

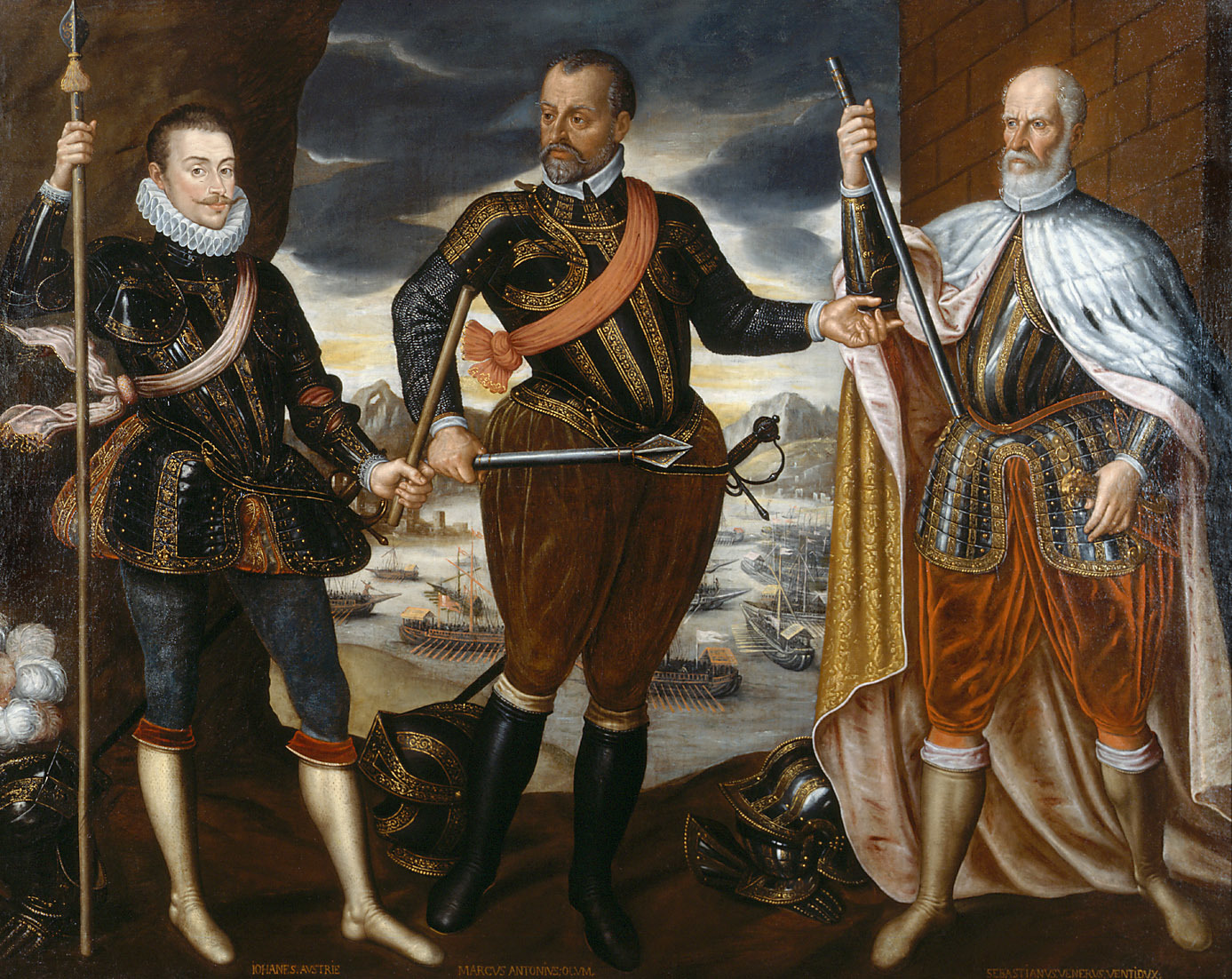
Die Sieger von Lepanto (von links: Don Juan de Austria, Marcantonio Colonna, Sebastiano Venier)

Juan de Austria führte die Flotte der Heiligen Liga (Schiffe aus Spanien, Venedig, Savoyen, Genua, Malta, Toskana und päpstliche Schiffe) am 7. Oktober 1571 siegreich in der Seeschlacht von Lepanto gegen die Osmanen, nachdem sich die feindlichen Flotten in den Wochen vorher dauernd belauert hatten. Die Schlacht war die letzte, die mit Galeeren ausgetragen wurde. Nach seinem Sieg kehrte Juan de Austria im Triumph nach Messina zurück und ging anschließend nach Neapel. Seinen Anteil an der Kriegsbeute überließ er den Verwundeten. Zu diesen gehörte auch der große spanische Dichter Miguel de Cervantes, der im Kampf seine linke Hand verlor. Nach dem Sieg bei Lepanto erwogen die Päpste Pius V. und Gregor XIII., Don Juan mit einem Königreich zu belohnen.

### Tunis

Juan de Austria

Zunächst brach er 1573 mit der spanischen Flotte von Neapel nach Nordafrika zum Kampf gegen die dortigen – mit den Türken verbündeten – Piraten auf. Juan de Austria gelang die Eroberung von Tunis, das jedoch bald darauf wieder von den Türken zurückerobert wurde. Ein neuerlicher Angriff auf die Türken wurde Don Juan vom König untersagt. Auch die vom Papst ins Gespräch gebrachte Hochzeit mit der schottischen Königin Maria Stuart scheiterte am Widerspruch seines königlichen Halbbruders.

### Statthalter der Niederlande
Stattdessen bat Philipp II. ihn, sein Statthalter in den Niederlanden zu werden, die sich seit 1568 im offenen Aufstand befanden. Nach dem Tod des bisherigen Amtsinhabers, Don Luís de Zúñiga y Requesens drohte die Lage zu eskalieren. Don Juan reiste zunächst nach Spanien, um seine Heiratspläne mit Philipp zu besprechen. Diesem gelang es, Don Juan zur Annahme der Generalstatthalterwürde zu bewegen. So verließ er Spanien im Oktober 1576 wieder und reiste zunächst nach Luxemburg, wo er seine Mutter zum ersten Mal seit seiner frühen Kindheit wiedersah; er bewog sie, dem Wunsch Philipps II. zu folgen und in ein spanisches Kloster zu ziehen. Am 12. Februar 1577 unterzeichnete Don Juan mit den niederländischen Generalstaaten das Ewige Edikt und konnte am 1. Mai 1577 in Brüssel einziehen. Er begann zunächst mit dem Abzug der verhassten spanischen Truppen, konnte sich aber nicht behaupten, zog sich nach Namur zurück und besetzte in einem Handstreich die Zitadelle von Namur. Da Philipp die Soldzahlungen verweigerte, begann Don Juan heimlich mit geliehenem Geld ein Heer aufzustellen.

### Tod

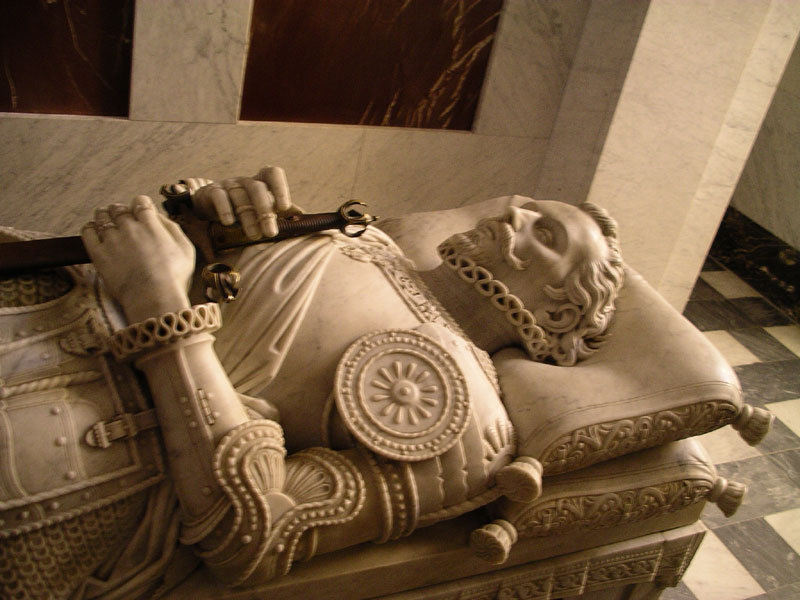
Sarkophag des Don Juan de Austria in El Escorial, Spanien

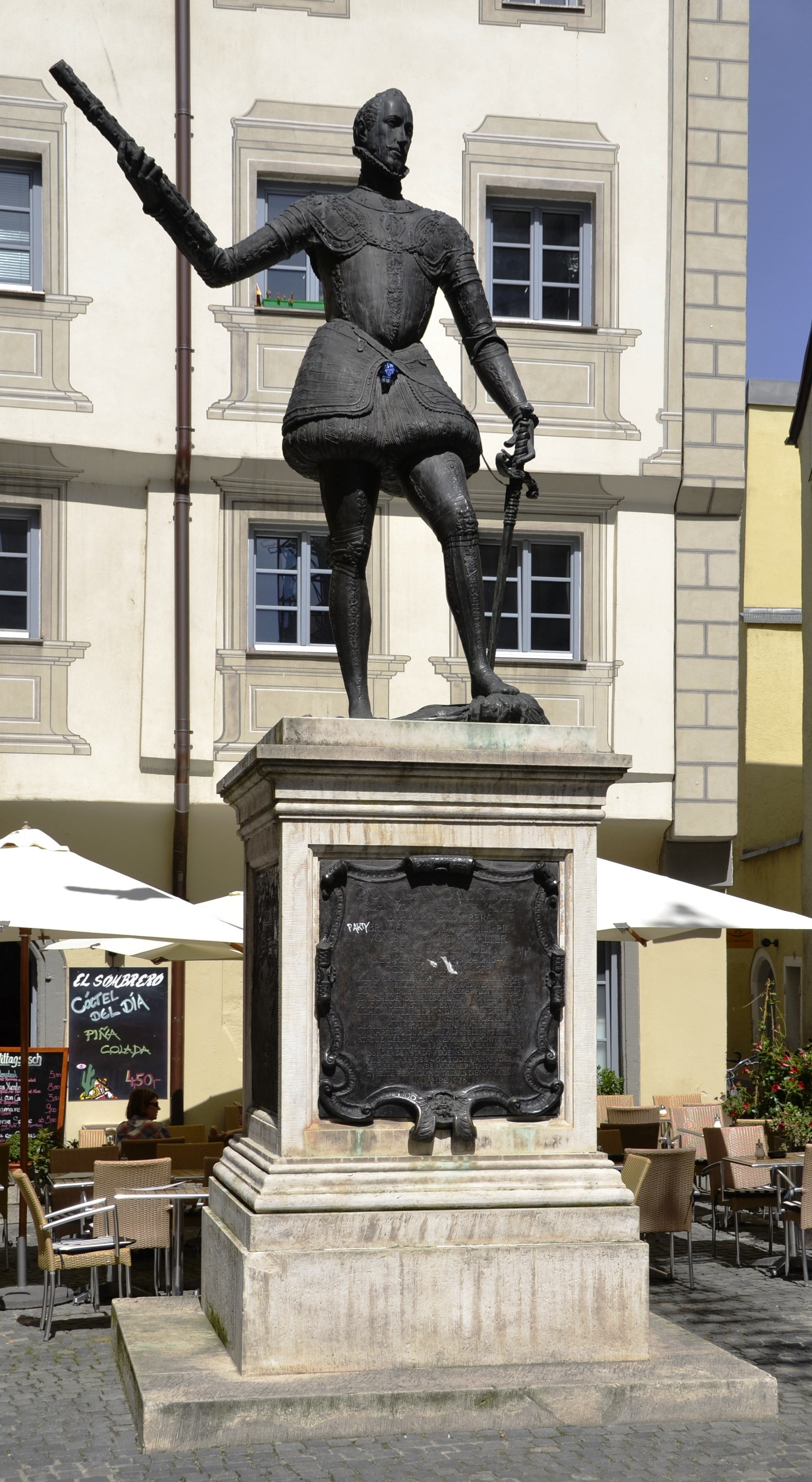
Denkmal des Don Juan de Austria in Regensburg

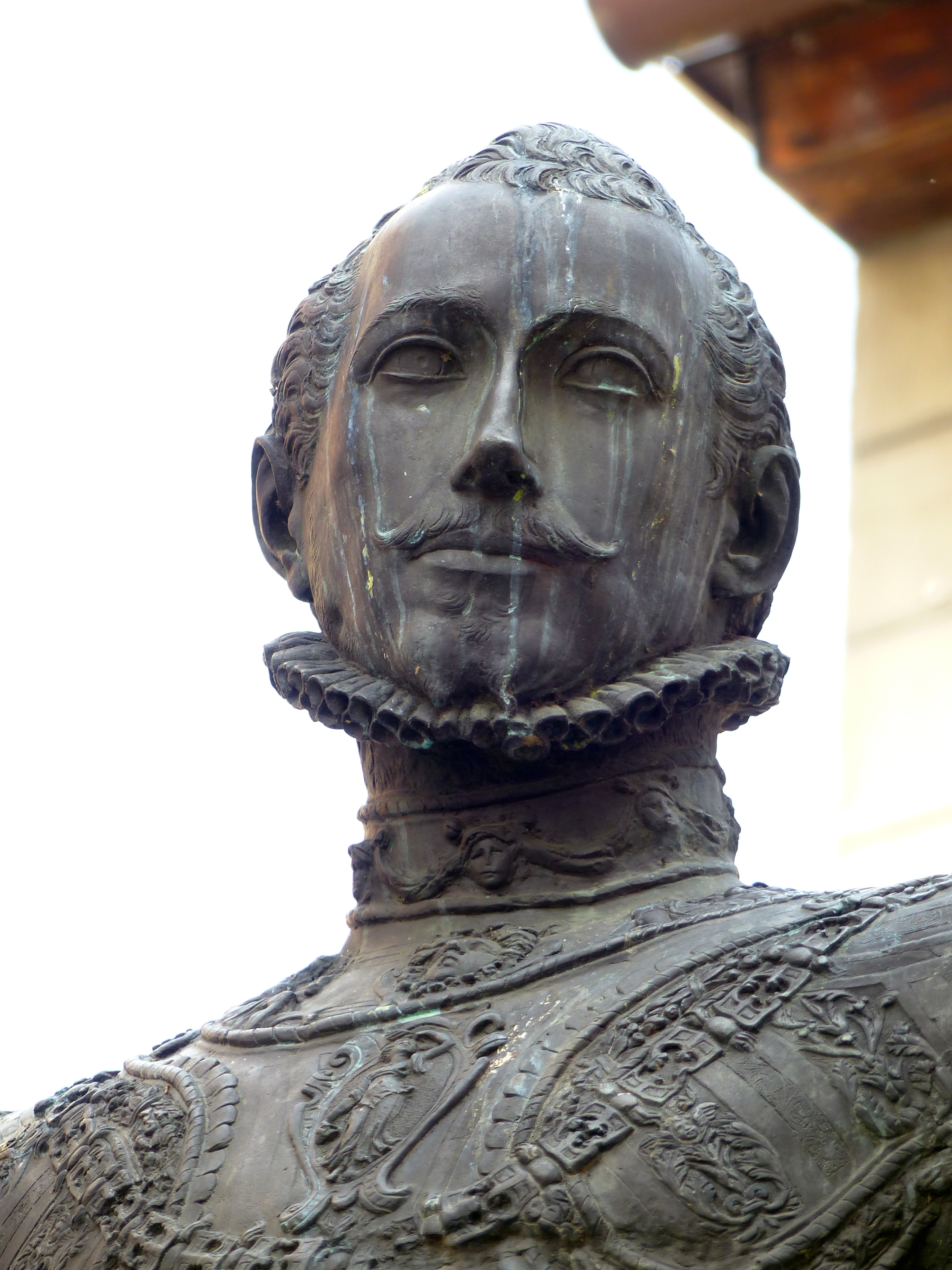
Kopf des Don Juan de Austria-Denkmals in Regensburg

Im Dezember 1577 wurde der inzwischen erkrankte Don Juan de Austria deshalb von den Generalstaaten zum öffentlichen Feind erklärt. Es gelang ihm, mit seinen Truppen nochmals einen Sieg über das protestantische Heer zu erringen. Sein nach Spanien entsandter persönlicher Sekretär Juan de Escobedo wurde in Madrid ermordet; auch Don Juan überlebte in den Niederlanden nur knapp einen Mordanschlag, der von englischer Seite aus auf ihn geplant war, da die englische Königin Elisabeth I. befürchtete, dass er Maria Stuart heiraten und sie gewaltsam mit einem Heer befreien könnte oder auch, dass er es schaffen könnte, die Niederlande erfolgreich zu unterwerfen. Er zog sich in das Feldlager von Bouge bei Namur zurück, wo er – im Alter von 31 Jahren – wahrscheinlich an Typhus starb. Es gibt aber auch Gründe anzunehmen, dass er über einen langen Zeitraum durch Gift im Essen getötet wurde, zumal de Austria monatelang dahingesiecht war.
Auf Wunsch seines Halbbruders, König Philipp II. von Spanien, sollte der Leichnam von Don Juan de Austria nach Spanien überführt werden. Dazu wurde dieser zerteilt und in Satteltaschen durch Frankreich nach Madrid geschmuggelt, um dort wieder zusammengesetzt zu werden. Letztlich wurde er im El Escorial, der Grablege der spanischen Könige, beigesetzt. Sein Leichnam ruht in Kapelle 5 des Pantheon der Infanten. Sein Herz wurde im belgischen Namur feierlich bestattet.

### Nachkommen
Don Juan de Austria hinterließ zwei Töchter aus seinen Affären:

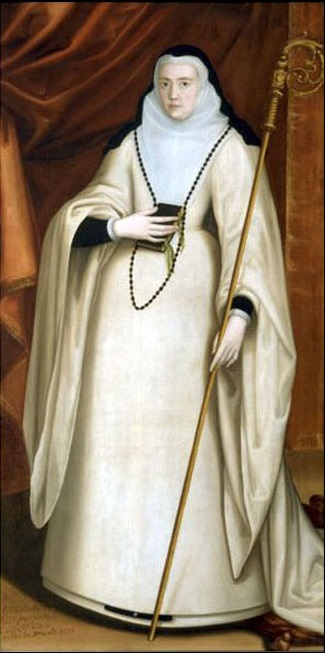
Äbtissin Ana de Austria (Tochter)

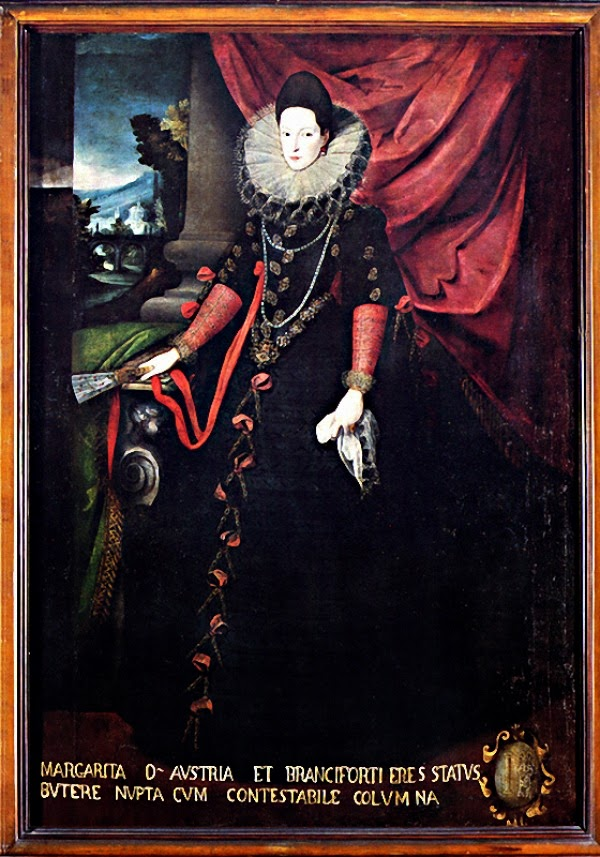
Margherita d’Austria Branciforte, Prinzessin von Butera, Herzogin von Paliano (Enkelin)

- Mit Anna de Mendoza zu Madrid hatte er die Tochter Anna von Österreich (Ana de Austria). Sie wurde von Juans Pflegemutter Magdalena Quijada erzogen, kam dann in verschiedene Nonnenklöster und wurde schließlich von König Philipp zur Äbtissin des Klosters zu Burgos ernannt, wo sie 1629 starb.
- Mit Diana Phalanga zu Neapel hatte er die Tochter Johanna von Österreich (Juana de Austria, * 1573). Sie wurde bis in ihr siebtes Lebensjahr von Juans Halbschwester Margaretha von Parma erzogen und dann dem Santa-Klara-Kloster in Neapel anvertraut. Schließlich wurde sie 1604 mit dem sizilianischen[2] Fürsten von Butera, Francesco Branciforte († 1622), Marchese von Militello,[3] vermählt und soll im Februar 1630 gestorben sein.[4] Ihre einzige Tochter Margherita d’Austria Branciforte (1605–1659)[5] heiratete den Herzog von Paliano, Federico Colonna (1600–1641), Konnetabel von Neapel, und hatte mit ihm einen Sohn, den als Kind verstorbenen Prinzen Antonio Colonna (1620–1623).[3] Als Alleinerbin ihres Vaters brachte Margherita d’Austria Branciforte der Familie Colonna reichen Grundbesitz in Sizilien ein.[6]

## Nachleben
Nach der Schlacht von Lepanto schuf Andrea Calamech eine Bronzestatue Juans, die 1572 in Messina aufgestellt wurde. In seiner Geburtsstadt Regensburg erinnert seit 1978 eine Kopie dieser Statue auf dem Zieroldsplatz östlich vom Rathaus an Don Juan de Austria.
Die Spanische Marine benannte einen Ungeschützten Kreuzer der Velasco-Klasse nach Juan de Austria. Die Don Juan de Austria lief 1887 vom Stapel und ging 1898 im Spanisch-Amerikanischen Krieg in der Schlacht in der Bucht von Manila gegen ein Geschwader der US Navy verloren. Nach der Schlacht geborgen und repariert, diente sie von 1900 bis 1919 als Kanonenboot USS Don Juan de Austria in der US-amerikanischen Marine.
Bis heute ist ein Tercio (Regiment) der Legión Española nach ihm benannt. Es handelt sich um das Tercio „Don Juan de Austria“, 3° de la Legion, stationiert in der Kleinstadt Viator in der Provinz Almería, wo der überwiegende Teil der Einheiten der spanischen Legion stationiert ist und sich auch deren Hauptquartier befindet.
1946 sollte ein spanisches Segelschiff nach Don Juan de Austria benannt werden, wurde auch unter diesem Namen auf Kiel gelegt, jedoch bei Fertigstellung 1952 als Esmeralda an Chile geliefert, weil Spanien mit Zahlungen für Salpeter im Rückstand war. Die Esmeralda dient heute als Segelschulschiff.